# Pier Antonio Micheli
Pier (Pietro) Antonio Micheli (n. 11 decembrie 1679, Florența – d. 1 ianuarie 1737 Florența) a fost un botanist, micolog (de fapt „tatăl micologiei”), acuarelist, desenator, gravor precum profesor universitar italian. Abrevierea numelui său în cărți științifice este P.Micheli.

## Biografie

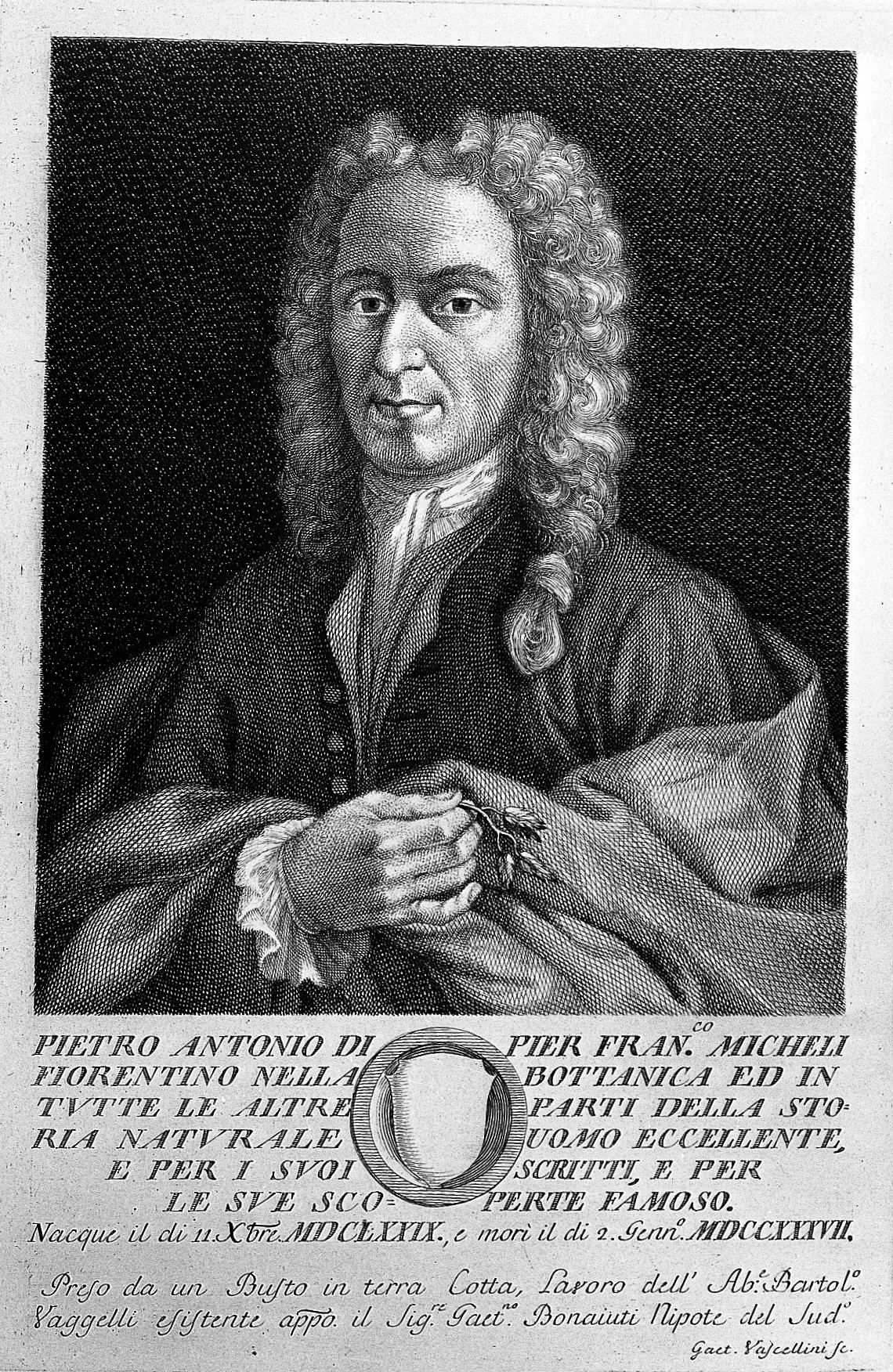
Pier Antonio Micheli

Renumitul savant a fost fiul lui Pier Francesco Micheli, unui lucrător, căsătorit cu Maria Salvucci. A crescut în condiții nefavorabile și a urmat doar școala elementară, dar a fost remarcat pentru interesul său deosebit față de plante. 
El a fost promovat, printre altele, de Lorenzo Magalotti (1637-1712) și Cosimo Castiglioni și a obținut, de asemenea, sprijinul lui Cosimo III. de Medici, precum și al succesorului său. Cosimo i-a dăruit "Institutiones rei herbariae", marea operă a pe atunci renumitului savant Joseph Pitton de Tournefort, o lucrare care l-a influențat pe Micheli puternic.
Fiindcă Micheli nu putea să-și permită nici o educație secundară, a fost angajat ca grădinar în "Orto Botanico di Firenze" (grădina botanică din Florența). Acolo a devenit în curând asistentul lui Michelangelo Tilli, profesor de botanică și șef al grădinii botanice, pe care mai târziu a supravegheat-o și dezvoltat-o independent. Apoi a devenit student al lui Bruno Tozzi (1656-1743) cu care a fondat "Società Botanica Fiorentina" și cui i-a dedicat un nou gen descris de el, Tozzia cu specia Tozzia alpina din familia de plante Orobanchaceae. Mai departe, a dăruit numele genului de ferigi acvatici "Salvinia", descoperit de el, colegului său florentin, Antonio Maria Salvini (1653-1729). În urmare, botanistul a fost numit de Marele Duce Cosimo III de Medici, profesor de botanică la Universitatea din Pisa (1706) și, de asemenea, director al grădinii Botanice din Florența (1706). În 1717, a fondat societatea botanică florentină împreună cu Gualtieri, Franchi și Moniglia. Fondul include astăzi între altele 72 de manuscrise, marcate cu 1-71, plus un volum 69 bis, 2 volume marcate cu 29 bis, volumul tipărit al Nova plantarum și două volume (72 și 73) ale indexului alfabetic general.

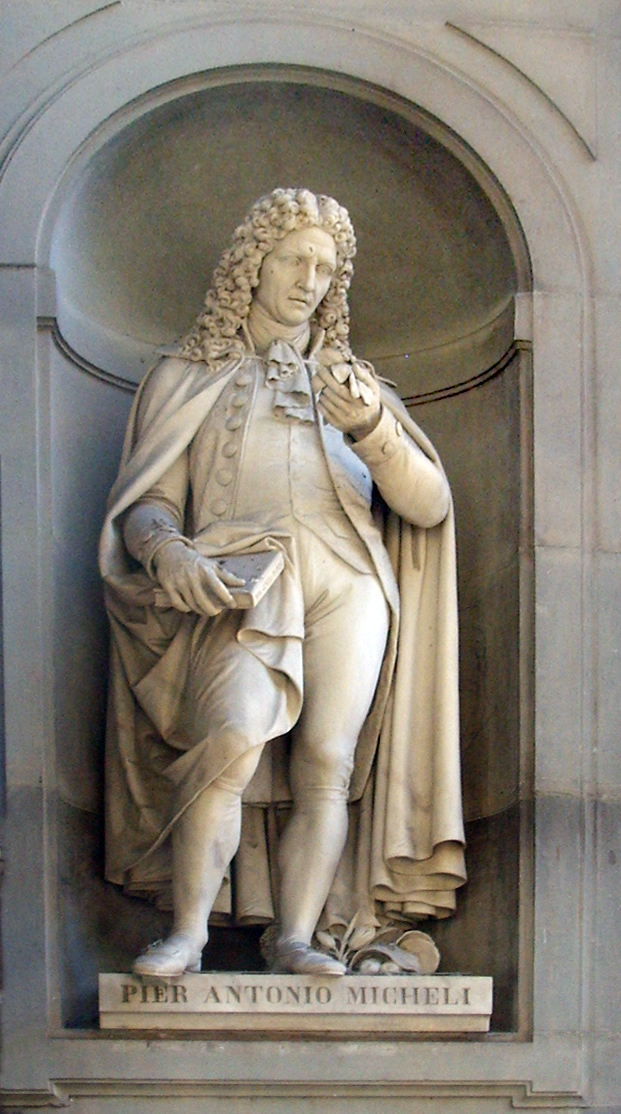
Statuia lui Micheli în Uficii

Pe lângă aceste funcții a scris marea sa operă Nova plantarum genuri iuxta Tournafortii methodum disposita cu 79 de plăci colorate care a fost publicată în 1729 și cu care a câștigat cea mai mare recunoaștere în rândul savanților profesionali. În această lucrare, a cărei publicare a fost posibilă numai cu ajutorul de donatori generoși, Micheli a descris aproximativ 1900 de specii, dintre care 1400 pentru prima dată. Majoritatea acestor specii se numără printre plantele inferioare, incluzând aproximativ 900 de specii de ciuperci și licheni. În plus a contribuit decisiv la studiul ciupercilor, prin observarea la microscop, fiind primul care a descoperit sporii, basidiile și conidiile. El a observat chiar existența vălului micologic și a reușit să demonstreze, că ciupercile se reproduc prin spori. De acea este numit „tatăl micologiei”. Cel mai mare renume l-a câștigat prin descoperirea existenței sporilor de ciuperci, începând astfel dezmințirea teoriei generației spontane care afirmase că unele organisme vii ar lua naștere din materie moartă. Dovada lui a fost simplă: prin plasarea de spori pe felii de pepene galben, Micheli a remarcat faptul că corpurile fructifere care au apărut pe fructe erau identice cu cele de la care luase sporii originali. Micheli s-a specializat ulterior în micro-fungi și s-a remarcat prin faptul că a definit mai multe genuri importante, printre care Aspergillus și Botrytis. A stat în corespondență cu cei mai importanți botaniști ai timpului, ca de exemplu cu James Petiver (1663-1718), William Sherard (1659-1728), Pierre Magnol (1638-1715), Johann Jacob Dillenius (1684-1747) sau Johann Jakob Scheuchzer (1672-1733).

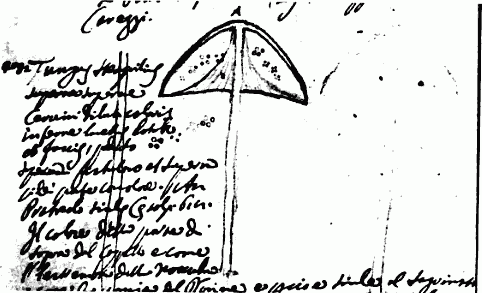
Micheli: basidiospori

Dar cel mai renumit savant cu care a avut un contact intensiv a fost altul: Deși Micheli și medicul precum sistematizatorul suedez Carl von Linné nu s-au întâlnit niciodată, ei au fost legați prin intermediul Nova Plantarum Genera (1729) a botanistului, Linné fiind un mare admirator acestei opere. O scrisoare recent localizată de la Linné, datând din 1736, din timpul când s-a aflat în Olanda, arată aprecierea lui cu privire la cunoștințele lui Micheli referitor la grupurile de plante în care avea numai puțină experiență. Lucrările proprii ale lui Linné, mai ales Species Plantarum (1753), citează extensiv descrierile și gravurile publicate de Micheli și, în consecință, multe dintre ele au fost ulterior desemnate ca lectotipi (din cuvintele grecești lectos=citat și typos=tip, un tip determinat, spre deosebire de  holotipul, mult mai târziu, uneori mai multe decenii după denumirea originală și a descrierii unei specii noi) pentru numele binoamelor linacee. Luând ca probă pe cele ale gravurilor și descrierilor lui Micheli citate de Linnaeus, acest studiu explorează gradul în care este posibilă asocierea specimenelor și gravurilor și influența pe care o avea Micheli asupra lui Linné în comparație cu cea a altor autori (în special J. J. Dillenius).
Aparatul iconografic a lui Micheli este bogat cu aproximativ 1.300 de desene și 2500 de plăci de culoare. Potrivit prietenului său Antonio Cocchi, speranța lui a fost publicarea "de binele comun". Mai departe a posedat pe lângă o colecție de insecte, scoici, minerale și fosile o colecție extinsă de plante uscate (aproximativ 19.000) care, niciodată văzute de Linné, au supraviețuit în Herbarul Micheli-Torgioni la Universitatea din Florența (Torgioni a fost mai întâi un elev, apoi un prieten foarte strâns al profesorului). Tot acest Torgioni-Tozzetti (1712-1783) a dobândit după moartea lui Micheli toate colecțiile lui și a publicat în "Catalogus plantarum Horti Caesarei florentini" din 1748, o descriere a grădinii botanice din Florența la momentul direcției savantului.

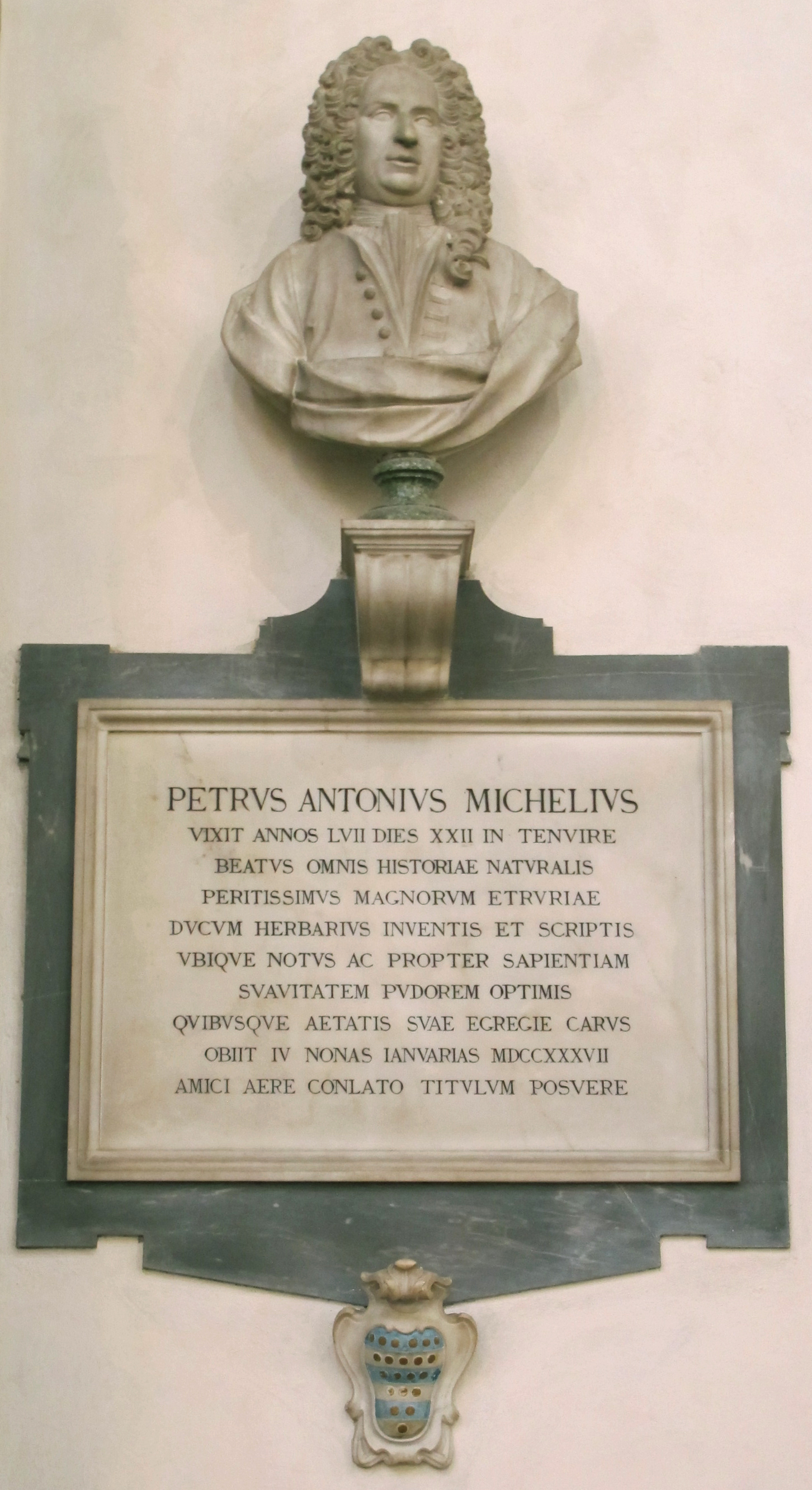
Bazilica Santa Croce, Epitaful lui Micheli

Ca colecționar de specimene de plante și minerale a întreprins multe expediții. Pe expediția sa de colectare din 1736, a contractat o pleurezie, din cauza căreia a murit la scurt timp după acea în Florența. Moartea lui a lăsat neterminat un manuscris în care sunt descrise șaizeci de plante maritime, destinate să constituie un al doilea volum a lNova plantarum genuri iuxta Tournafortii methodum disposita. Este păstrat la Muzeul de Istorie Naturală din Londra.
Referințe pentru articol:

## Genuri și specii de bureți prim-descrise de Micheli (mică selecție)

### Genuri
- Aspergillus (P.Micheli) Link (1809)
- Botrytis (P.Micheli) Pers. (1794)
- Cerioporus (P..Micheli) Adans. (1763)
- Clathrus (P.Micheli) L. (1753)
- Fungoidaster P.Micheli (1729)
- Grifola (P.Micheli) Gray (1821)
- Lycoperdon (P.Micheli) (1729)
- Polyporus (P..Micheli) Adans. (1763)
- Suillus P.Micheli (1729)
- Tuber P.Micheli (1729)
- Tulostoma (P.Micheli) Fr. (1829)

### Specii
- Calathella eruciformis (P.Micheli) Batsch (1786)
- Clathrus ruber (P.Micheli) Pers. (1801)
- Morchella semilibera (P.Micheli) DC. (1805)
- Mucilago crustacea (P.Micheli) F.H.Wigg (1789)
- Rhizomorpha subcorticalis (P.Micheli) Pers. (1801)

## Genuri și specii denumite în onoarea lui Micheli
Următoarele genuri și specii au fost denumite în onoarea marelui savant:

### Gen
- Michelia L. (1737)

### Specii
- Aspergillus Micheli L., 1729	(Trichocomaceae)
- Avellinia michelii (Savi) Parl., 1842 (Poaceae)
- Bellidiastrum michelii Cass., 1817 (Asteraceae)
- Carex michelii Host, 1797 (Cyperaceae)
- Eugenia michelii Lam., 1789 (Myrtaceae)
- Genista michelii Spach, 1844 (Leguminosae)
- Hieracium michelii Tausch, 1828 (Asteraceae)
- Isolepis micheliana (Vahl) Roem. & Schult. 1825 (Cyperaceae)
- Laurentia michelii A.DC., 1839 (Campanulaceae)
- Peziza michelii (Boud.) Dennis) (1960)
- Pitcairnia micheliana André, 1901 (Bromeliaceae)
- Salix micheliana J.Forbes, 1829 (Salicaceae)
- Taxus michelii (Hort.) Carrière, 1867 (Taxaceae)
- Wolffia michelii Schleid., 1844 (Lemnaceae)

## Onoruri
- Statuia lui Micheli plasată în Piazzale degli Uffizi (1842)
- Via Micheli în Florența[11]
- Casa grădinii botanice din Florența (Giardino dei Semplici)
- A fost fondat Gruppo micologico fiorentino Pier Antonio Micheli.[12]

## Publicații (selecție)

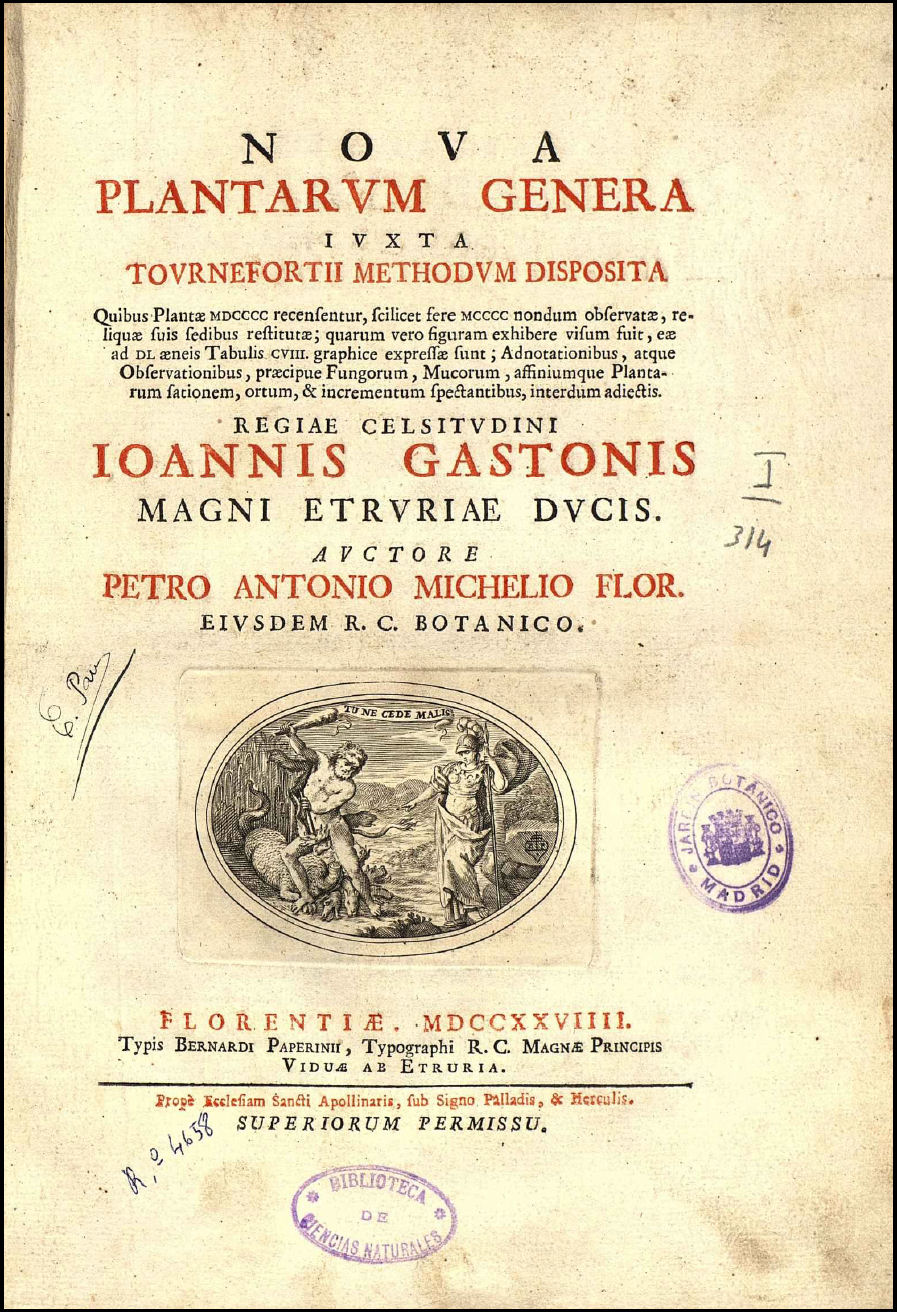
Frontispiciu al Nova Plantarum Genera 1729

- Nova plantarum genera, juxta Tournefortii methodum disposita... , Editura Bernardo Paperini, Florența 1729
- Octaviani Targioni Tozzetti: Catalogus vegetabilium marinorum musei sui: opus posthumus ad secundam partem novorum generum plantarum/celeberrimi Petri Antonii Micheli inserviens, cum notis Octaviani Targioni Tozzetti, Editura A. de Tofanis, Florența 1826
- Cl. Petri Antonii Michelii Catalogus plantarum horti caesarei florentini, opus postumum... ipsius horti historia locupletatum ab Jo. Targionio-Tozzettio,... , Editura Bernardo Paperini, Florența 1748 (postum)
- Compendio della relazione del celebre botanico Pier Antonio Micheli intorno all’erba orobanche…, Editura Andrea Bonducci, Florența 1754